# Alexander Sulzer
Alexander Sulzer (* 30. Mai 1984 in Kaufbeuren) ist ein ehemaliger deutscher Eishockeyspieler und derzeitiger -trainer, der im Verlauf seiner aktiven Karriere zwischen 2000 und 2019 unter anderem 131 Spiele für die Nashville Predators, Florida Panthers, Vancouver Canucks und Buffalo Sabres in der National Hockey League (NHL) auf der Position des Verteidigers bestritten hat. Zudem stand Sulzer in über 450 Partien in der Deutschen Eishockey Liga (DEL) auf dem Eis. Seit Mai 2024 ist er als Cheftrainer bei den Fischtown Pinguins Bremerhaven in der DEL tätig. Zudem ist er Assistenztrainer der deutschen Nationalmannschaft, für die er auch schon als Spieler auflief.

## Karriere

### Anfänge

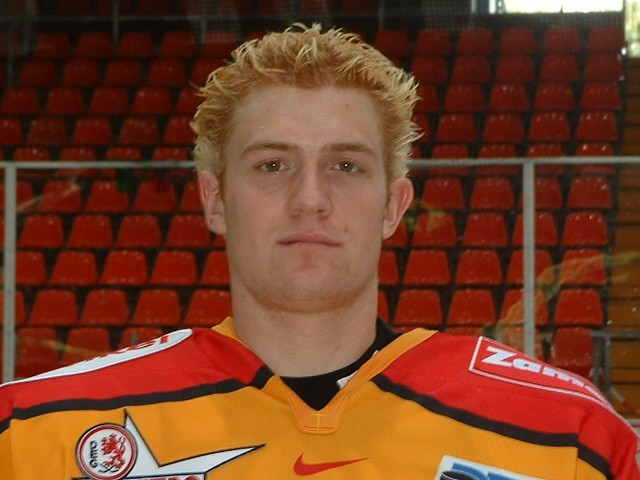
Sulzer im Trikot der DEG Metro Stars (2003)

Sulzer durchlief die Jugendabteilung seines Heimatvereins ESV Kaufbeuren und erhielt in der Spielzeit 2000/01 – im Alter von 16 Jahren – erste Einsatzzeiten in der ersten Mannschaft der Kaufbeurer in der Oberliga. Auch in der folgenden Saison spielte der Offensiv-Verteidiger regelmäßig im Oberliga-Team des ESV, mit denen er den Aufstieg in die 2. Bundesliga feierte, obwohl die Mannschaft das Finale um die Oberligameisterschaft gegen den bayerischen Rivalen Landshut Cannibals verlor. Dennoch zeigte sich Sulzer, der statt 38 Einsätzen in der Vorsaison nur 18 Mal gespielt hatte, stark verbessert, da ihm in diesen 18 Begegnungen zehn Scorerpunkte und somit einer mehr als im Vorjahr gelungen waren. Zur Saison 2002/03 wechselte der Rechtsschütze, ausgestattet mit einer Förderlizenz, zu den Hamburg Freezers in die Deutsche Eishockey Liga. Allerdings spielte er in der Vorrunde noch häufig in Kaufbeuren, um genügend Spielpraxis zu erhalten. Schließlich kam er in der Hauptrunde zu 18 Einsätzen für die Freezers in der DEL und 26 für Kaufbeuren in der 2. Liga.

### DEG Metro Stars
Im anschließenden Sommer wurde der Abwehrspieler im NHL Entry Draft 2003 in der dritten Runde an 92. Position von den Nashville Predators ausgewählt. Zudem wechselte er innerhalb der DEL zu den DEG Metro Stars, da die Predators zunächst darauf verzichteten ihren Draft-Pick unter Vertrag zu nehmen. In Düsseldorf entwickelte sich Sulzer zum Stammspieler, als er dort in seinem ersten Spieljahr die komplette Hauptrunde bestritt und auch in den Playoffs zum Einsatz kam. Dies alles war möglich, obwohl der Defensivspezialist kurz nach Beginn der Saison Opfer eines Raubüberfalls in der Düsseldorfer Innenstadt geworden war und diverse Verletzungen davongetragen hatte. Die folgende Spielzeit verlief ähnlich erfolgreich, da er seine Punkteproduktion des Vorjahres mit elf Punkten mehr als verdoppeln konnte. Dennoch erreichten die Metro Stars nicht die Playoffs. Aus diesem Grund kam er bei den Füchsen Duisburg in der 2. Bundesliga zum Einsatz und verhalf diesen in sieben Spielen zum Aufstieg in die DEL. In der Saison 2005/06 stellte Sulzer mit 18 Scorerpunkten erneut eine persönliche Bestmarke auf und hatte großen Anteil am Erreichen des Playoff-Finales mit der DEG, das jedoch gegen die Eisbären Berlin deutlich verloren ging. In dieser Spielzeit hatte der Kaufbeurer – als Spieler der DEB-Auswahl – auch erstmals am DEL All-Star Game teilgenommen. Eine erneute Teilnahme verzeichnete er beim DEL All-Star Game 2007, diesmal als Spieler der Europa-Auswahl. Die Saison 2006/07, in der er wiederholt solide Statistikwerte vorweisen konnte, war zugleich seine letzte im Dress der DEG Metro Stars.

### Karriere in Nordamerika
Aufgrund eines Vertragsangebotes der Nashville Predators aus der National Hockey League im Frühjahr 2007 verließ Sulzer, trotz eines bis Sommer 2008 gültigen Vertrages mit den Düsseldorfern, das Team und wechselte, nachdem er am 23. Mai 2007 einen Zweijahresvertrag unterzeichnet hatte, nach Nordamerika. Dieser Vertrag hatte ebenfalls Gültigkeit für die American Hockey League. In der AHL verbrachte Sulzer die gesamte Spielzeit 2007/08, nachdem ihn Nashville vor Saisonbeginn an ihren Kooperationspartner, die Milwaukee Admirals, abgestellt hatte. Für die Admirals bestritt der Deutsche 61 von möglichen 80 Partien, fiel aber verletzungsbedingt gegen Ende der Spielzeit aus und kam auch in den Playoffs nicht zum Einsatz. Mit 32 erreichten Scorerpunkten spielte er seine bis dahin beste Profisaison. Auch die Saison 2008/09 begann der Abwehrspieler bei den Admirals. Seine konstant guten Leistungen führten am 8. Januar 2009 dazu, dass Sulzer seinen Vertrag bei den Nashville Predators um zwei weitere Jahre verlängerte. Das neue Angebot war mit 1,3 Millionen US-Dollar dotiert und nicht mehr in dem Maße für die AHL gültig wie der vorherige. Nur eine Woche später, am 15. Januar, debütierte er im Spiel der Predators gegen die Montréal Canadiens in der NHL, nachdem er am Tag zuvor erstmals in den NHL-Kader beordert worden war. Zu diesem Zeitpunkt hatte er in 39 AHL-Spielen 29 Punkte erzielt und war damit drittbester Verteidiger der gesamten Liga.
Am 25. Februar 2011 gaben ihn die Nashville Predators in einem Transfergeschäft im Austausch für ein leistungsbedingtes Siebtrunden-Wahlrecht im NHL Entry Draft 2012 an die Florida Panthers ab. Am 7. Juli 2011 unterzeichnete Sulzer einen Kontrakt bei den Vancouver Canucks.
Fast genau ein Jahr später, am 27. Februar 2012, wurde Sulzer wieder Teil eines Transfers. Kurz vor Ablauf der Trade-Deadline wurde der Verteidiger zusammen mit Cody Hodgson für Marc-André Gragnani und Zack Kassian zu den Buffalo Sabres geschickt. Von Beginn seines Engagements für die Sabres in der NHL-Saison 2011/12 spielte Sulzer mit seinem Teamkollegen Christian Ehrhoff im Verteidigungspaar zusammen, mit dem er bereits im Rahmen der Olympischen Winterspiele 2010 und der Eishockey-Weltmeisterschaft 2010 für die deutsche Eishockeynationalmannschaft auf dem Eis stand. Seinen ersten Treffer für sein neues Team aus Buffalo gelang dem gebürtigen Kaufbeurer am 14. März 2012 in einem Spiel gegen die Colorado Avalanche.

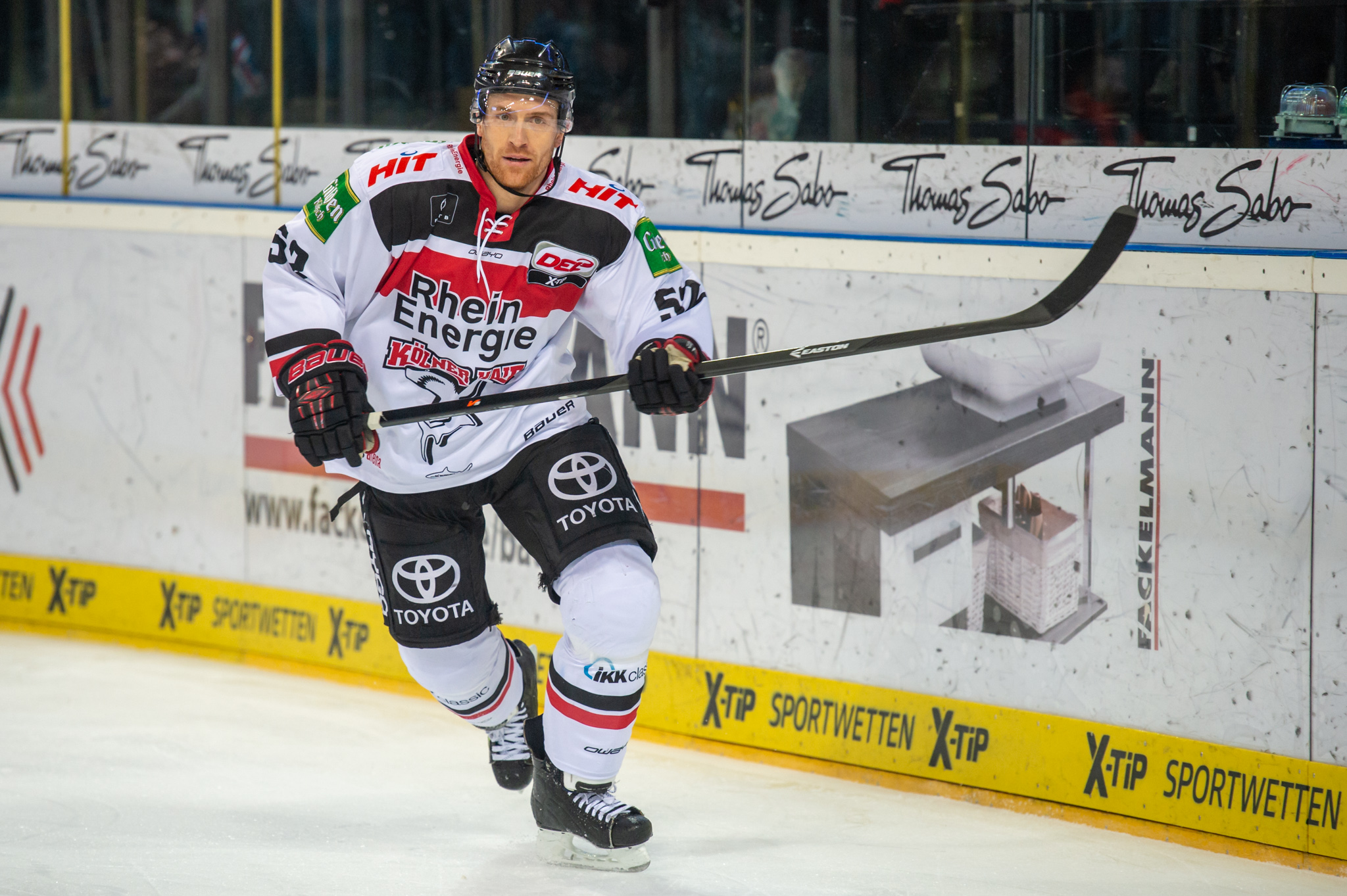
Sulzer im Einsatz für die Kölner Haie (2014)

Aufgrund des NHL-Lockouts spielte Sulzer im Herbst 2012 für den ERC Ingolstadt aus der Deutschen Eishockey Liga. Während des Rests der NHL-Saison absolvierte Sulzer 17 Spiele für die Sabres und gehörte dabei ab Februar 2013 nicht mehr zum ständigen Kader. Dieser Zustand änderte sich mit Beginn der neuen Saison nicht, da er weiterhin selten auf dem Eis stand bzw. sich beim AHL-Farmteam, den Rochester Americans, wiederfand. Im November 2013 beriefen ihn die Sabres erneut in den NHL-Kader.

### Rückkehr nach Deutschland und Karriereende
Ab der Saison 2014/15 spielte Sulzer bei den Kölner Haien und absolvierte in den folgenden Jahren insgesamt 171 DEL-Spiele für die Haie, in denen ihm 12 Tore und 54 Assists gelangen. Verletzungsbedingt verpasste er jedoch zunehmend Teile der Saison. Zur Saison 2019/20 wurde Sulzer erneut von der Düsseldorfer EG für ein Jahr verpflichtet. Noch in der Saisonvorbereitung, im August 2019, wurde bei Sulzer ein gutartiger Tumor an der Halswirbelsäule diagnostiziert, der erfolgreich operativ entfernt werden konnte. Aufgrund der Erkrankung verpasste Sulzer die komplette Saison, so dass Sulzer kein einziges Spiel für die DEG absolvierte. Im September 2020 beendete er schließlich aufgrund gesundheitlichen Gründen seine Karriere als Spieler.
Unmittelbar nach Beendigung seiner Spielerkarriere wurde Sulzer Anfang September 2020 Geschäftsführer der Spielervereinigung SVE und hatte dieses Amt bis November 2021 inne. Anschließend wurde Sulzer Assistenztrainer bei den Eispiraten Crimmitschau in der DEL2. Zur Saison 2022/23 übernahm er das gleiche Amt bei den Fischtown Pinguins Bremerhaven in der DEL. Ende Januar 2023 wurde bekannt gegeben, dass Sulzer zudem Assistent des neuen Trainers der deutschen Nationalmannschaft Harold Kreis wird, er unterschrieb einen Dreijahresvertrag. Im Mai wurde Sulzer in Bremerhaven zum Cheftrainer befördert.

### International
Sulzer spielte auf internationaler Ebene bisher siebenmal für die deutsche Nationalmannschaft, davon zweimal im Juniorenbereich.

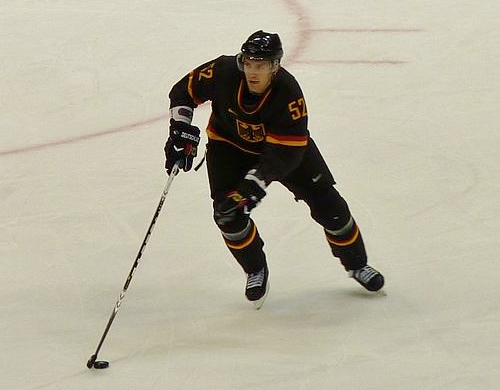
Sulzer als Spieler der deutschen Nationalmannschaft bei den Olympischen Winterspielen 2010

Sein erstes internationales Turnier absolvierte er mit der U20-Junioren-Weltmeisterschaft 2003, wo er trotz zweier Torvorlagen in sechs Partien den Abstieg der Deutschen in die B-Gruppe nicht verhindern konnte. Im folgenden Jahr nahm er mit der Landesauswahl an der U20-Junioren-Weltmeisterschaft der Division I teil. Dort schaffte Deutschland den sofortigen Wiederaufstieg. Der Verteidiger hatte daran mit neun Punkten in fünf Partien maßgeblichen Anteil und wurde zum besten Abwehrspieler des Turnieres ernannt. Im Seniorenbereich lief er bei den A-Weltmeisterschaften 2005 und 2007, der Weltmeisterschaft der Division I 2006 sowie den Olympischen Winterspielen 2006 in Turin und 2010 in Vancouver auf. Nach 64 Länderspielen, vier Weltmeisterschafts- und zwei Olympiateilnahmen, trat Sulzer im März 2017 aus der DEB-Auswahl zurück.

## Erfolge und Auszeichnungen
- 2002 Aufstieg in die 2. Bundesliga mit dem ESV Kaufbeuren
- 2006 Deutscher Pokalsieger mit den DEG Metro Stars
- 2006 Teilnahme am DEL All-Star Game
- 2007 Teilnahme am DEL All-Star Game

### International
- 2004 Aufstieg in die Top-Division bei der U20-Junioren-Weltmeisterschaft der Division I
- 2004 Bester Verteidiger der U20-Junioren-Weltmeisterschaft der Division I
- 2006 Aufstieg in die Top-Division bei der Weltmeisterschaft der Division I

## Karrierestatistik

### International
Vertrat Deutschland bei:
| - U20-Junioren-Weltmeisterschaft 2003 - U20-Junioren-Weltmeisterschaft der Division I 2004 - Weltmeisterschaft 2005 - Olympischen Winterspielen 2006 | - Weltmeisterschaft der Division I 2006 - Weltmeisterschaft 2007 - Olympischen Winterspielen 2010 |

(Legende zur Spielerstatistik: Sp oder GP = absolvierte Spiele; T oder G = erzielte Tore; V oder A = erzielte Assists; Pkt oder Pts = erzielte Scorerpunkte; SM oder PIM = erhaltene Strafminuten; +/− = Plus/Minus-Bilanz; PP = erzielte Überzahltore; SH = erzielte Unterzahltore; GW = erzielte Siegtore; 1 Play-downs/Relegation; Kursiv: Statistik nicht vollständig)